# Medalha William H. Twenhofel
A Medalha William H. Twenhofel (em inglês:  William H. Twenhofel Medal) é um condecoração anual concedida desde 1973 pela Society for Sedimentary Geology (SEPM) em sedimentologia. É denominada em memória de William Henry Twenhofel.

## Recipientes
- 1973: Raymond Cecil Moore
- 1974: Francis John Pettijohn
- 1975: Edwin McKee
- 1976: Robert Rakes Shrock
- 1977: William Christian Krumbein
- 1978: Carl Owen Dunbar
- 1979: Robert L. Folk
- 1980: Laurence L. Sloss
- 1981: Walter D. Keller
- 1982: Alfred George Fischer
- 1983: Robin G. C. Bathurst
- 1984: Kenneth Jinghwa Hsu
- 1985: Robert N. Ginsburg
- 1986: Franklyn B. Van Houten
- 1987: John Robert Lawrence Allen
- 1988: Hans-Erich Reineck
- 1989: Kenneth O. Emery
- 1990: James Lee Wilson
- 1991: John Imbrie
- 1992: Peter Vail
- 1993: Robert H. Dott
- 1994: Harold G. Reading
- 1995: Robert J. Weimer
- 1996: Grover Elmer Murray
- 1997: Gerald Manfred Friedman
- 1998: Erle Kauffman
- 1999: Lloyd C. Pray
- 2000: William Richard Dickinson
- 2001: William L. Fisher
- 2002: Noel P. James
- 2003: Gerard Viner Middleton
- 2004: Emiliano Mutti
- 2005: Wolfgang Schlager
- 2006: William Winn Hay
- 2007: John Warme
- 2008: Steven Mitchell Stanley
- 2009: Eugene Shinn
- 2010: Rick Sarg (J. F. Sarg)
- 2011: Dag Nummedal
- 2012: John C. Harms
- 2013: Paul Enos
- 2014: John Southard
- 2015: Robert Dalrymple
- 2016: Ronald Steel[1]
- 2017: Judith McKenzie